# Tractats entre Roma i Cartago

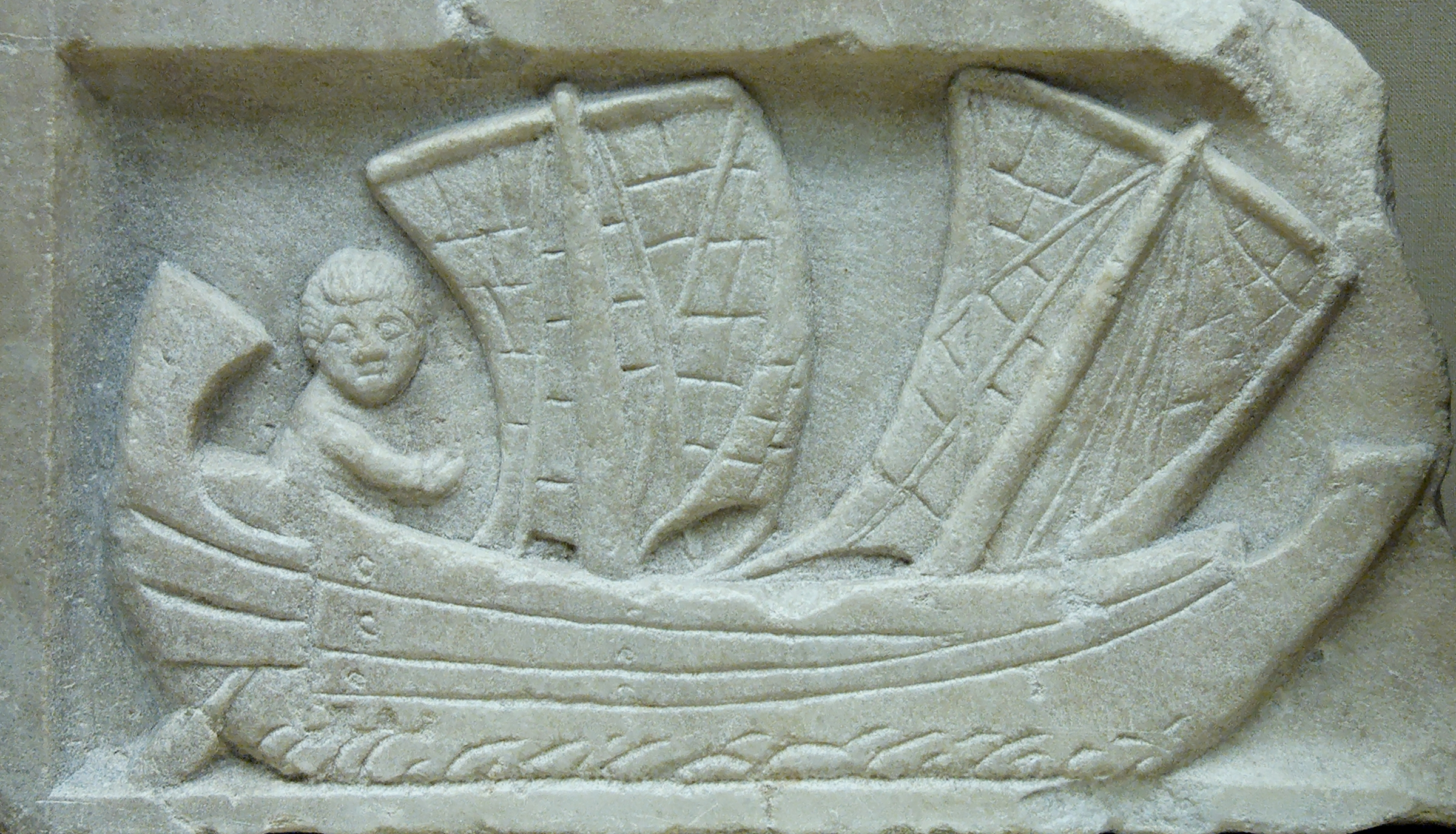
Relleu d'una corbeta romana trobada a les ruïnes de Cartago. La disputa en el control del comerç marítim entre les dues nacions va fer que s'assagessin, en diversos acords, repartiments d'àrees d'influència a la Mediterrània.

Els tractats entre Roma i Cartago són de fonamental importància per a la comprensió de les relacions, no només diplomàtiques, entre les dues ciutats més importants de la Mediterrània occidental per aquells temps. Aquests pactes revelen els canvis en la manera com Roma es percebia a si mateixa i en la percepció que Cartago tenia sobre Roma, i revelen la diferència entre aparences i realitat: el que probablement per a les dues ciutats significava la diferència entre la guerra i la pau, la victòria i la destrucció, que van canviar la història de la Mediterrània i en certa manera de tota la civilització occidental, fortament influïda per la Roma Imperial.
Com a ciutats estat que van passar a ser imperis, Roma i Cartago van trobar necessari regular els seus interessos recíprocs i zones d'influència respectives. Durant segles, van operar juntes com a aliades. Els seus interessos i mètodes d'expansió eren, en efecte, simètrics entre ells:
- Roma no s'entrometia al mar, compromesa com estava, primer, a defensar-se dels seus enemics propers: samnites, etruscs, gals i grecs, i després, a conquerir-los.
- Cartago, sense un veritable exèrcit ciutadà i encallada a Sicília pels grecs, es va mostrar indecisa respecte a la seva política expansionista: mentre el partit aristocràtic s'inclinava a expandir el poder de la ciutat per terra, sotmetent els territoris veïns, el partit mercantil estava més interessat a explotar noves rutes comercials.

Si bé aquesta simetria no seria suficient per contenir les hostilitats, gràcies a quatre tractats principals, estipulats i acceptats per les dues potències, les relacions entre Roma i Cartago van seguir un camí de recíproca tolerància durant diversos segles.